# Espinosa (Dorado)
Espinosa es un barrio ubicado en el municipio de Dorado en el estado libre asociado de Puerto Rico. En el Censo de 2010 tenía una población de 4534 habitantes y una densidad poblacional de 550,5 personas por km².

## Geografía
Espinosa se encuentra ubicado en las coordenadas 18°23′28″N 66°17′12″O / 18.39111, -66.28667. Según la Oficina del Censo de los Estados Unidos, Espinosa tiene una superficie total de 8.24 km², de la cual 8.21 km² corresponden a tierra firme y (0.31%) 0.03 km² es agua.

## Demografía
Según el censo de 2010, había 4534 personas residiendo en Espinosa. La densidad de población era de 550,5 hab./km². De los 4534 habitantes, Espinosa estaba compuesto por el 70.42% blancos, el 14.64% eran afroamericanos, el 0.68% eran amerindios, el 0.15% eran asiáticos, el 10.9% eran de otras razas y el 3.2% pertenecían a dos o más razas. Del total de la población el 99.03% eran hispanos o latinos de cualquier raza.